# Jean-Paul Pier
Jean-Paul Pier (Luxemburgo, 5 de julho de 1933 – Bettembourg, 14 de dezembro de 2016) foi um matemático luxemburguês, especialista em análise harmônica e história da matemática, particularmente análise matemática no século XX.
Foi um dos responsáveis pela criação em janeiro de 1989 da Société mathématique du Luxembourg, da qual foi presidente de 1989 a 1993 e novamente de 1995 a 1998.

## Publicações selecionadas
- Amenable locally compact groups, Wiley, 1984.
- Amenable Banach algebras, Longman, 1988.[2]
- L'Analyse harmonique. Son développement historique, Masson, 1990.
- Histoire de l'intégration, vingt-cinq siècles de mathématiques, Masson, 1996.
- Mathematical Analysis during the 20th century, Oxford University Press, 2001[3]
- Mathématiques entre savoir et connaissance, Vuibert, 2006.
- Development of Mathematics 1900-1950, edited by Jean-Paul Pier, Birkhäuser, 1994.[4]
- Development of Mathematics 1950-2000, edited by Jean-Paul Pier, Birkhäuser, 2000.[5][6]
- Gabriel Lippmann. Commémoration par la section des sciences naturelles, physiques et mathématiques de l’Institut grand-ducal de Luxembourg du 150×10{{{1}}} anniversaire du savant né au Luxembourg lauréat du prix Nobel en 1908, J.-P. Pier et J. A. Massard, éditeurs, 1997 (lire en ligne).
- Le Choix de la parole, Lethielleux/DDB, 2009.